# Szent Mihály és Gábriel arkangyalok fatemplom (Kővárremete)
A kővárremetei Szent Mihály és Gábriel arkangyalok fatemplom műemlékké nyilvánított épület Romániában, Máramaros megyében. A romániai műemlékek jegyzékében az  MM-II-a-A-04614 sorszámon szerepel.